# Gabányi László (kosárlabdázó)
Gabányi László (Hódmezővásárhely, 1935. május 15. – Budapest, 1981. június 16.) magyar kosárlabdázó, olimpikon, gépészmérnök.

## Élete
Szülővárosában végezte az elemi és középiskoláit. A gimnáziumban Balogh Imre testnevelő tanár ismertette és szerettette meg vele a kosárlabdasportot. 
1953-ban iratkozott be a Budapesti Műszaki Egyetem gépészmérnöki karára. Ettől kezdve életét két cél irányította: helytállni a tanulásban, a szakmai munkában, valamint eredményeket elérni a sportban, azon belül a kosárlabdában. 1954-ben a budapesti főiskolai világbajnokságon első helyezett magyar válogatott tagja volt.
1958-ban a Budapesti Műszaki Egyetemen gépészmérnöki oklevelet szerzett. Ezután hat éven át a Népstadionnál és intézményeinél dolgozott tervezőként, majd 1980-ig a MALÉV-nél végzett magas színvonalú mérnöki munkát. Munkatársai a jól képzett mérnököt és segítőkész kollégát tisztelték benne.
1972-ben megkapta a Magyar Népköztársasági Sportérdemérem arany fokozatát, 1978-ban pedig a MAFC aranygyűrűjét.
1981-ben jelentős változás történt beosztásában, a Budapest Csarnok főmérnökének nevezték ki. Úgy érezte, szakmailag célba jutott. A sok évtizedes hiányt pótló modern létesítmény műszaki vezetésével, mint épületgépész akarta a teremsport fejlődését szolgálni. A létesítmény felavatását azonban már nem érhette meg.

## Sportpályafutása
- 1953-tól 1956-ig a Műegyetemi Haladás, 1957-től 1970-ig a Műegyetemi Atlétikai és Futball Club (MAFC) kosárlabdázója.
- 1954-ben a budapesti Főiskolai Világbajnokságon aranyérmes csapat tagja.
- 1960-ban a római. 1964-ben a tokiói olimpia résztvevője. www.sports-reference.com/olympics/athletes/ga/laszlo-gabanyi-1.html
- 1957-ben, 1959-ben és 1963-ban az Európa-bajnoki 4. helyezett csapat tagja,
- 1961-ben az EB 6. helyezett csapat tagja.
- 1957-ben az Universiadén 2. helyezett.
- 1959-ben és 1961-ben 4. helyezett magyar csapat tagja.
- 1956-tól 1970-ig 229-szeres magyar válogatott.
- 1965-ben és 1970-ben a Magyar Népköztársasági Kupa- (MNK-) győztes csapat tagja.
- 1965-ben, 1966-ban és 1970-ben az év magyar férfi kosárlabdázója.
- 1970-ben a magyar nemzeti bajnokcsapat tagja. [2]
- A Magyar Kosárlabda Szövetség tagja, elnökségi tagja,
- 1978-ban a MAFC aranygyűrűjével tüntették ki.[3]